# Urisiu de Sus
Urisiu de Sus – wieś w Rumunii, w okręgu Marusza, w gminie Chiheru de Jos. W 2011 roku liczyła 454 mieszkańców.